# Encyclia paraensis
Encyclia paraensis là một loài thực vật có hoa trong họ Lan. Loài này được V.P.Castro & A.Cardoso mô tả khoa học đầu tiên năm 2003.